# الدوري التشيكوسلوفاكي 1931–32
الدوري التشيكوسلوفاكي 1931–32 هو الموسم 27 من الدوري التشيكوسلوفاكي ‏. أشرف على تنظيمه اتحاد جمهورية التشيك لكرة القدم، وكان عدد الأندية المشاركة فيه 9، وفاز فيه سبارتا براغ.